# 榴梿
榴梿（學名：Durio zibethinus；又作榴莲），是原产于马来西亚和印尼等东南亚国家的一種巨型热带常綠喬木，為锦葵科下榴槤屬的模式種。榴槤一词通常指其果实，也称麝香猫果，中國古稱“赌尔焉”。漢語詞語“榴槤”、“赌尔焉”及榴槤的拉丁文属名“Durio”、英文名“durian”均为马来语的音譯或借用，在马来语中意为“刺”，意即“有刺之物”。
榴槤的独特之处在于其浓重的氣味，以及硕大而布满硬刺的球状果实。成熟后的果实长度可达30厘米，直徑达15厘米；果皮因成熟程度而呈绿褐色到黄褐色；果肉呈浅黄色，因味道甜美而被广泛食用。榴槤在東南亞有“水果之王”的美誉，现已人工引种栽培于泰国、越南、中国南部等热带地区。

## 特征

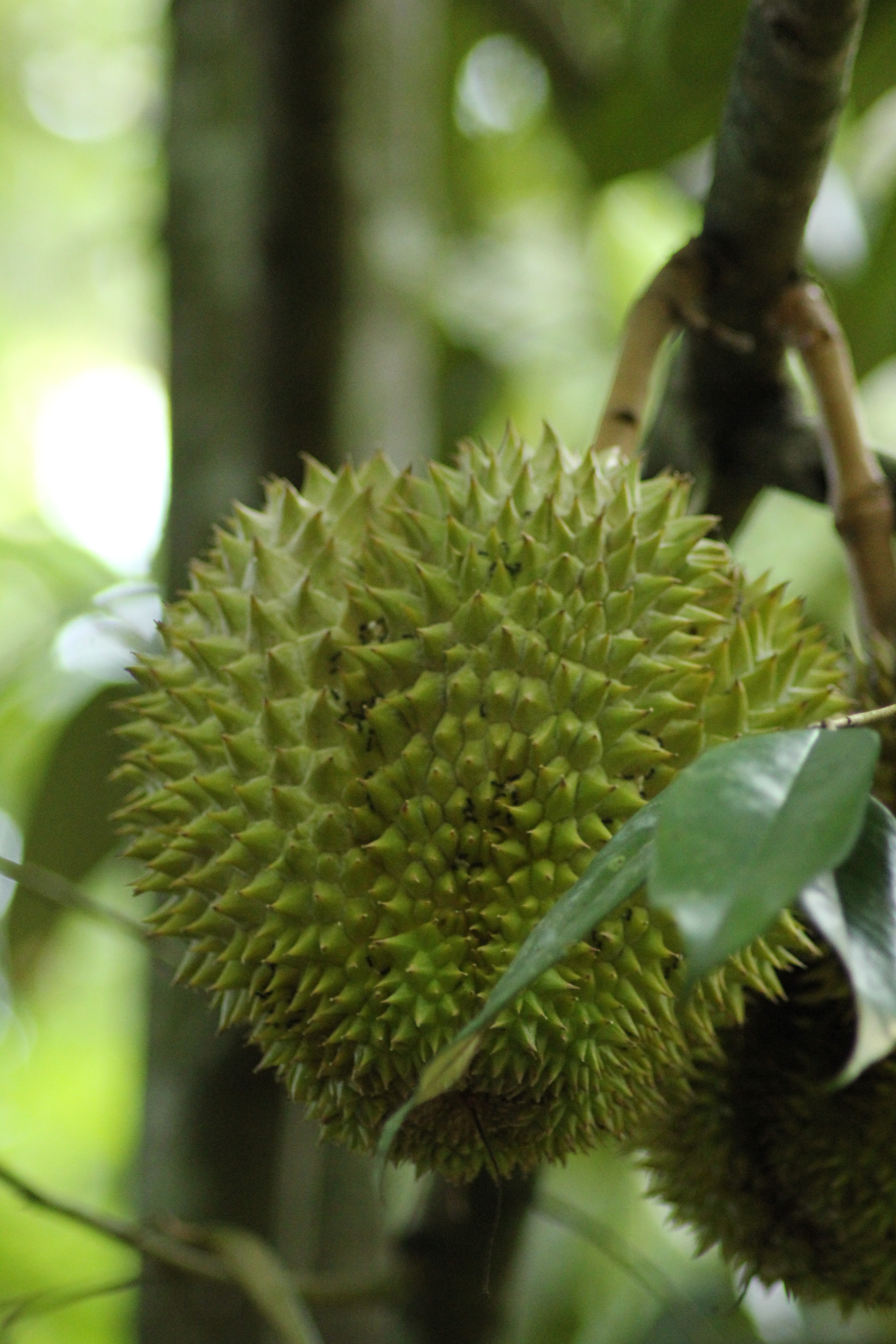
榴槤的果實

本种是一種巨型的熱帶常綠乔木，树高可达45米。叶片长圆，顶端较尖，聚伞花序，花色淡黄，果实大小如足球，果皮坚实，密生三角形硬刺，果肉是由假种皮的肉包皮组成，肉色黃至白皆有，粘性多汁，酥软味甜，吃起来有冰淇淋的口感，但因味道濃重異於其他水果，對榴槤果肉的接受程度因人而異。

## 產地
原產地包括馬來西亞、印度尼西亞和汶萊。榴槤生長地遍佈東南亞，其主要生長在马来西亚、印度尼西亞、泰國等地，其他種植榴槤地方包括柬埔寨、老撾、越南、緬甸、印度、斯里蘭卡、西印度群島、佛羅里達州、夏威夷、巴布亞新幾內亞、波利尼西亞群島、馬達加斯加、海南島、澳大利亞北部、台灣等。

## 種類

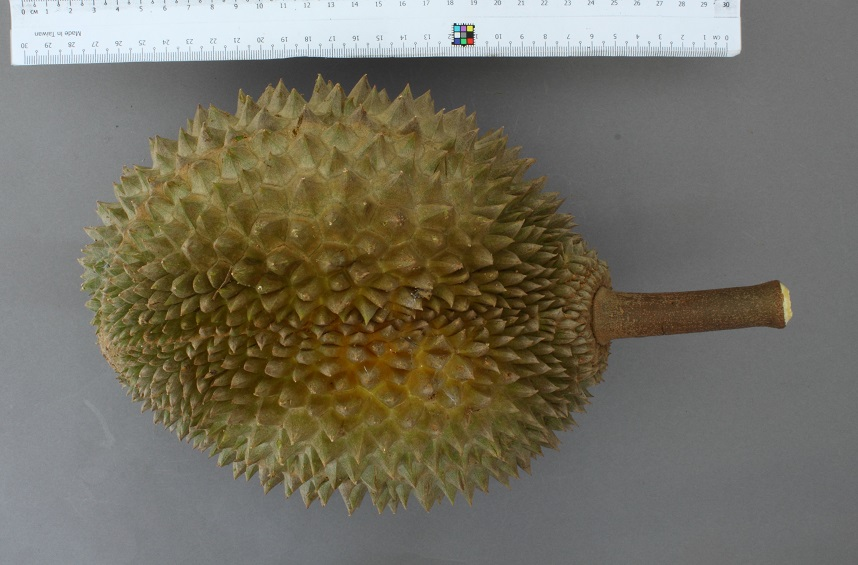
猫山王榴莲

本种是国际贸易上最常见的榴槤屬物种，人工栽培的品系已有上百样。除了本种，还有另外9种可食用的榴梿属物种，多只在原生地的市场上出现。例如，猫山王，红虾，黑刺，苏丹王，竹脚，红肉 等等。

## 營養
榴梿营养丰富，100克榴梿中含有热量147（千）卡路里、蛋白质1.47克、脂肪5.33克、糖类27.09克、维生素B20.13毫克、维生素C19.7毫克，还有许多微量元素，包括鉀。

## 歷史
東南亞早於史前時代已食用榴槤，但西方世界和中国認識榴槤只約600年。已知歐洲最早榴梿的紀錄是意大利旅行家尼科洛·達·康提，在15世紀前往東南亞時紀錄。葡萄牙醫生加西亞·德奧爾塔在1563年出版的書中描述榴梿在印度用作藥用。同时期，随郑和下西洋的穆斯林马欢在《瀛涯胜览》记述苏门答剌国的榴梿“赌尔焉”：“有一等臭果，番名‘赌尔焉’，如中国水鸡头样，长八九寸，皮生尖刺，熟则五六瓣裂开，若臭牛肉之臭，内有粟子大酥白肉十四五块，甚甜美好吃，中有子可炒吃，其味如栗。”

## 成熟
榴梿是一种典型的热带水果，某些品種的榴槤（例如生長於馬來西亞的種）不可以采摘，否则不能继续成熟，果树也会受损伤。只有等其成熟后自行落下。榴槤樹種类眾多，有些種四、五年即可結果，有的要六至八年才能結果。絕大多數的榴槤樹每年結果實一次，一棵樹每年可産七、八十個榴槤，一个果实大的重达1－2公斤，在較大枝幹上开花结果。一個榴槤从樹上掉下後不斷成熟的二至四天内是最美味的，但經過五、六天後，大多數人會認為這时爛熟又難吃。

## 氣味

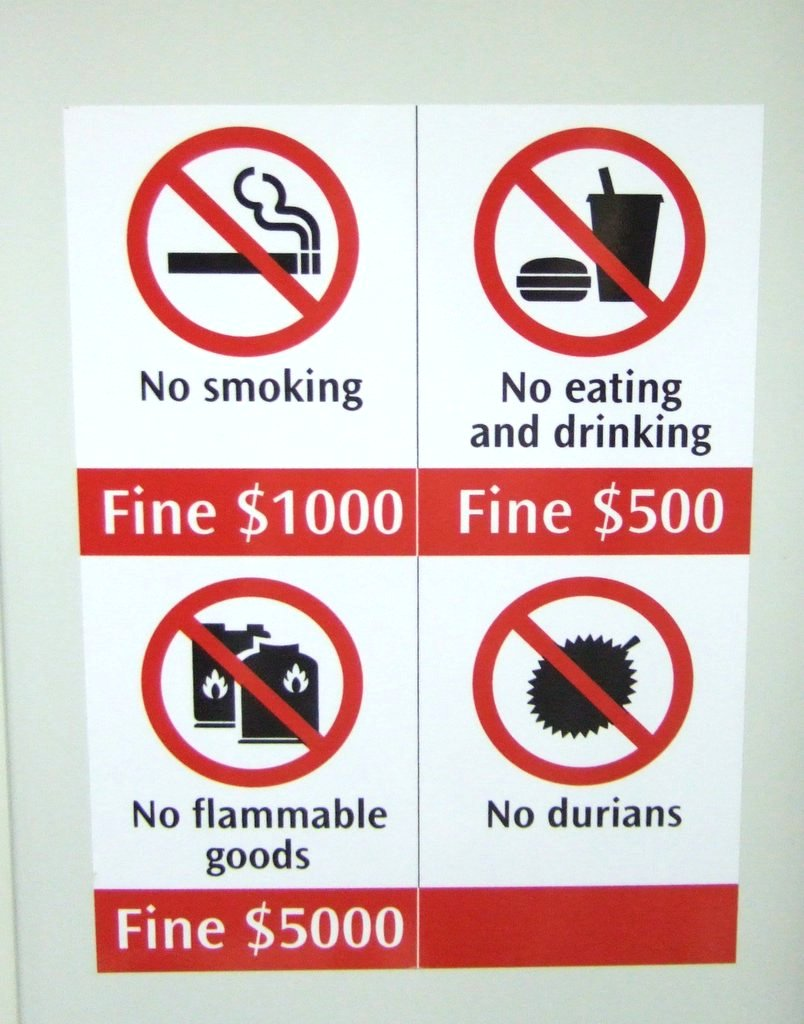
新加坡地鐵上禁止携带榴槤的告示圖（右下）

人类对榴梿的气味有非常极端的嗅觉反映，一部分人认为非常芳香，爱吃的人觉得很香，越吃越爱吃，越吃越上瘾。它的种子也可以吃。而另一部分人认为榴梿恶臭无比，尤其是對於西方國家的人群，榴蓮的氣味往往被形容為「臭味熏天」，甚至驚動消防部門處理。即使是東南亞地區，雖然一般很少有一种水果有如此明显的嗅觉反差，但由于考虑到公众反映，不少国家如马来西亚，泰国和新加坡禁止酒店、飞机、餐馆和其他公共交通工具携带打开的榴梿。大部分航空公司禁止乘客攜帶榴槤登機。
榴槤的氣味來自多種硫化物，當榴槤成熟時便會散發出來，猩猩、大象、犀牛和長臂猿都喜愛有這種氣味的食物，榴槤散發這種氣味來吸引這些動物，取食已經成熟或從樹上掉落在地面的果實，並且利用這些動物將果實內的種子傳播到其他地方。
成熟后自然裂口的榴梿，存放时间不能太久，当嗅闻时有一股酒精味时，就是变质了。未开口的榴梿，不成熟的有一股青草味，成熟的散发出榴梿固有的气味。
如果用手直接抓著榴槤吃，手上的味道會殘留一至两天，據說用榴槤的殼當容器盛水洗手的话，其去除氣味的效果比用肥皂洗手更好，而且马上味道就会消除。
中國文學家郁達夫在《南洋遊記》中曾寫道：「榴槤有如臭乳酪與洋蔥混合的臭氣，又有類似松節油的香味，真是又臭又香又好吃」。

## 用途
在馬來西亞，榴梿的葉子和根部用來解熱，而葉汁用來治療發燒的病人。它也可製成不同美食，例如：榴槤巧克力，榴莲月餅和榴槤炸彈。

## 避忌
因榴梿含糖较高，糖尿病患者应不吃或少吃。榴梿含钾较高，故肾病、心脏病患者应慎吃。榴梿是高热量水果，肥胖者应少吃。

## 图册

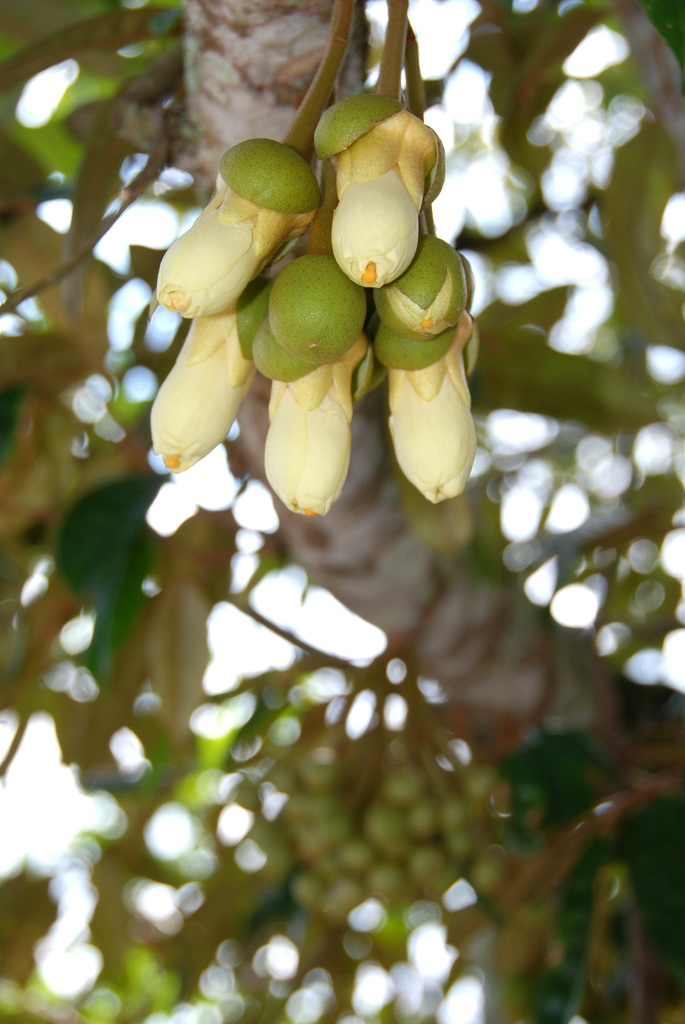
白天闭合的榴梿花
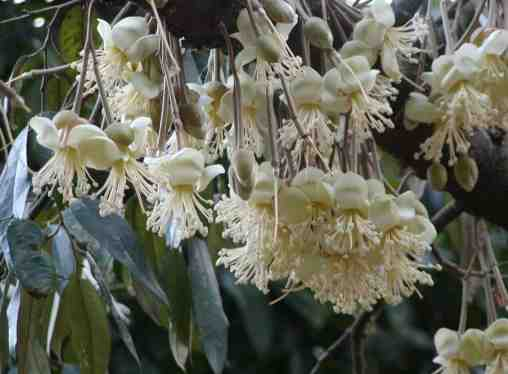
夜间开放的榴梿花
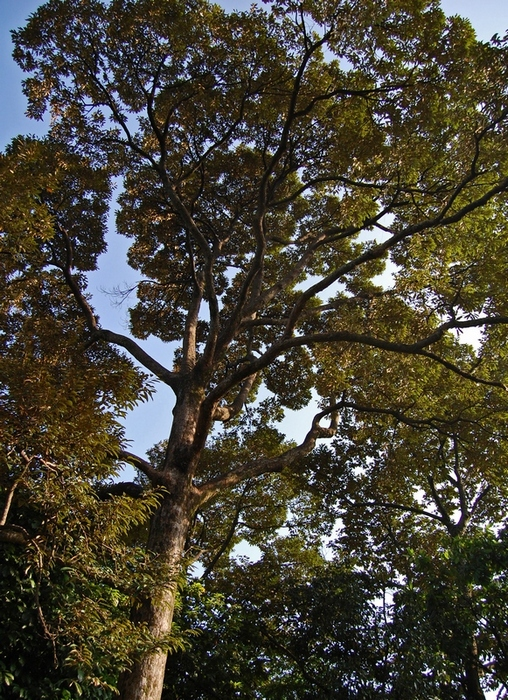
榴梿树
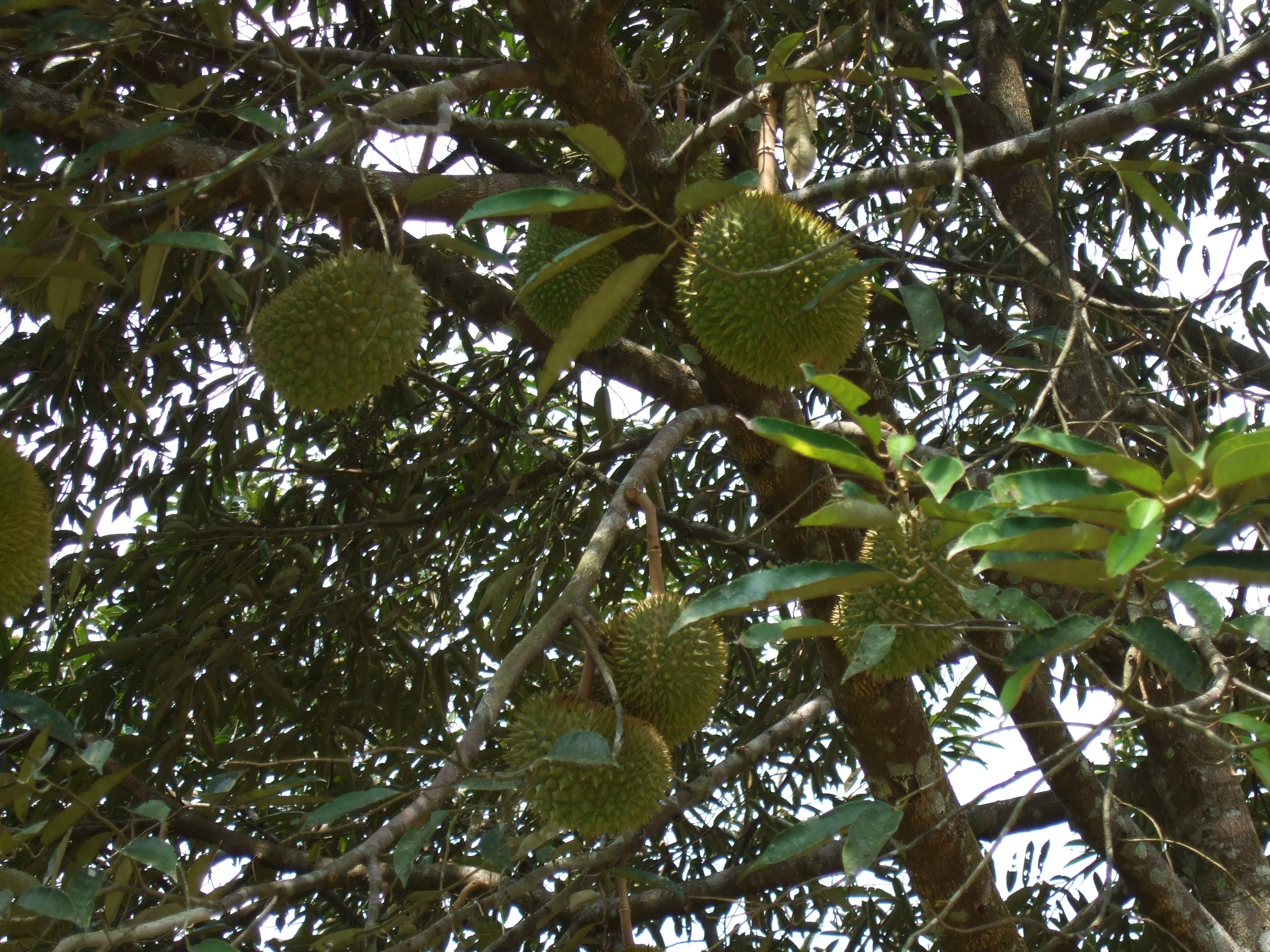
榴梿树上的果实
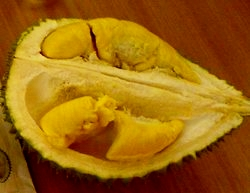
榴槤的黄色果肉